# Ñorquincó

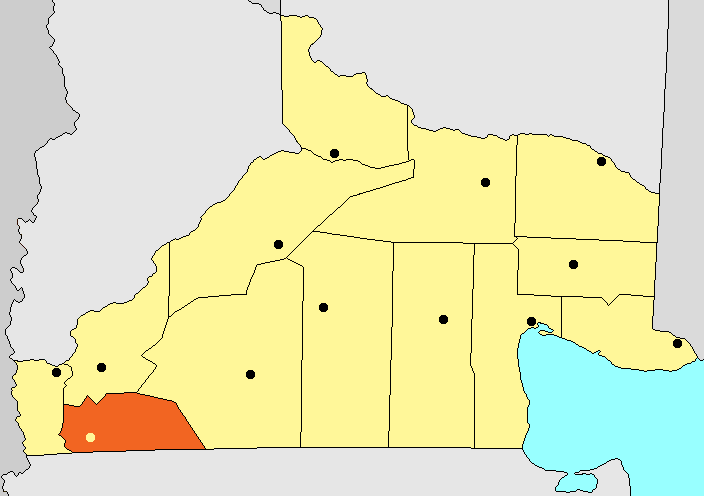
Ñorquincó no mapa

Ñorquincó é uma cidade da Argentina, localizada na província de Rio Negro